# Beauvoir-en-Lyons
Beauvoir-en-Lyons is een gemeente in het Franse departement Seine-Maritime (regio Normandië) en telt 473 inwoners (1999). De plaats maakt deel uit van het arrondissement Dieppe.

## Geografie
De oppervlakte van Beauvoir-en-Lyons bedraagt 33,1 km², de bevolkingsdichtheid is 14,3 inwoners per km².
De onderstaande kaart toont de ligging van Beauvoir-en-Lyons met de belangrijkste infrastructuur en aangrenzende gemeenten.

## Demografie
Onderstaande figuur toont het verloop van het inwonertal (bron: INSEE-tellingen).